# 토미슬라브

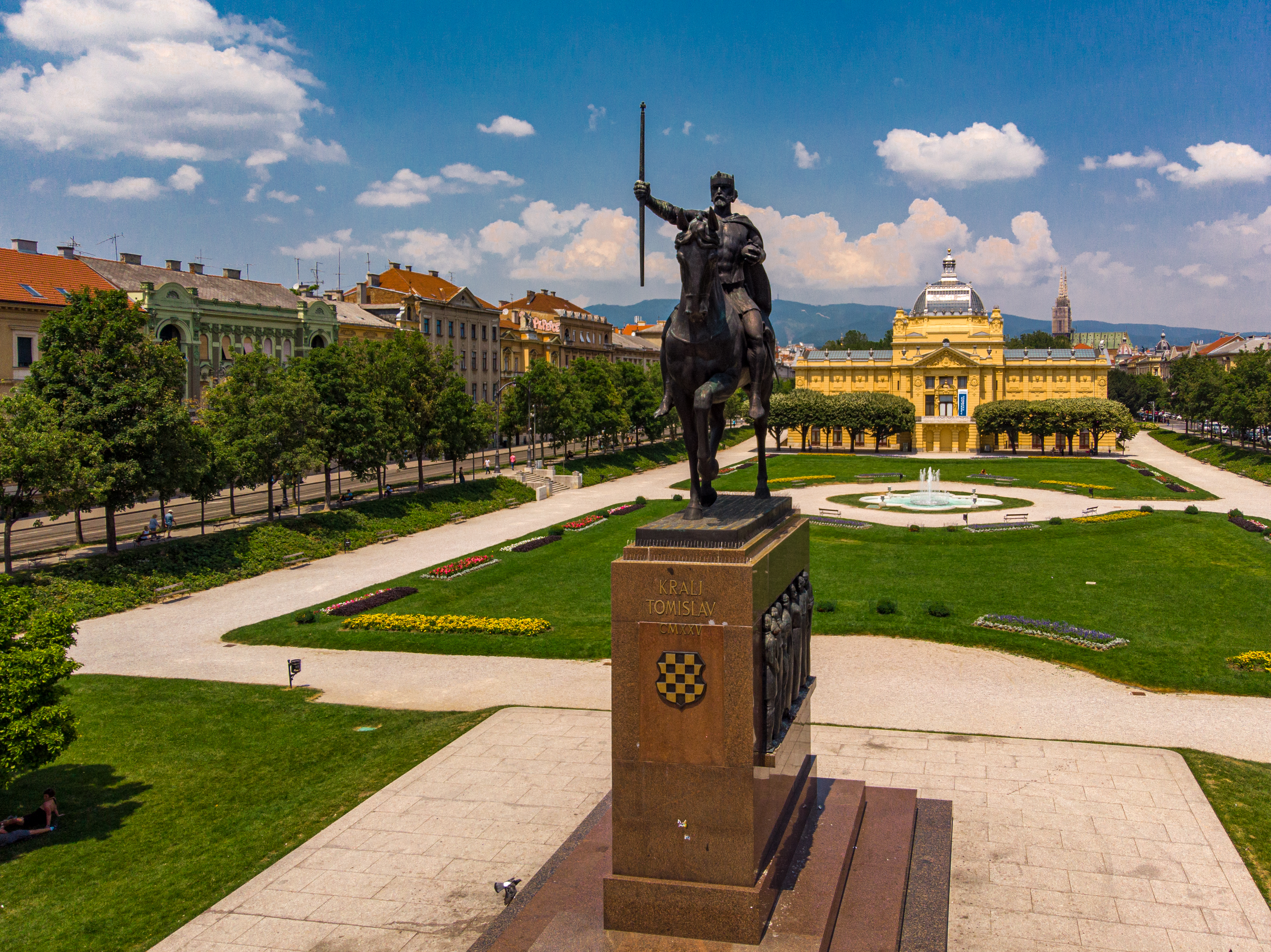
토미슬라브의 동상

토미슬라브(크로아티아어: Tomislav, 라틴어: Tamisclaus 타미스클라우스[*], 생몰년 미상)는 크로아티아의 공작(재위: 910년경 ~ 925년경)이자 크로아티아의 국왕(재위: 925년경 ~ 928년경)이다. 트르피미로비치 왕조(Trpimirović) 출신이다.

## 생애
문치미르(Muncimir) 공작의 아들로 태어났으며 910년에 크로아티아의 공작으로 즉위했다. 스플리트의 로마 가톨릭교회 성직자 겸 역사가인 토마 아르히자콘(Toma Arhiđakon)의 기록에 따르면 토미슬라브는 914년에 크로아티아의 공작 칭호를 받았다고 한다.
크로아티아는 토미슬라브 시대에 크로아티아 중부, 크로아티아 남부, 달마티아 연안, 헤르체고비나 서부, 보스니아 북서부를 지배했다. 비잔티움 제국의 콘스탄티노스 7세 황제가 집필한 외교 서적인 《제국의 경영》(De Administrando Imperio)에 따르면 크로아티아는 토미슬라브 시대에 100,000명의 보병, 60,000명의 기병, 80척의 대형 선박, 100척의 소형 선박으로 구성된 해군 함대를 보유했을 정도로 강한 군사력을 갖고 있었다고 한다.
925년에는 교황 요한 10세가 크로아티아의 토미슬라브 국왕에게 보낸 편지에서 토미슬라브에게 "크로아트인의 왕"이라는 칭호를 사용했다. 토미슬라브는 925년에 스플리트 교회 주교단이 교회 관할권과 관련된 문제, 교회의 예배 의식에서 슬라브어를 사용하는 것과 관련된 문제를 논의하기 위해 열린 회의에 참석했다. 928년에 열린 스플리트 교회 주교단 회의에 참석했는지에 대해서는 알려져 있지 않다. 크로아티아의 왕위는 트르피미르 2세(Trpimir II)가 승계받았다.

## 사진

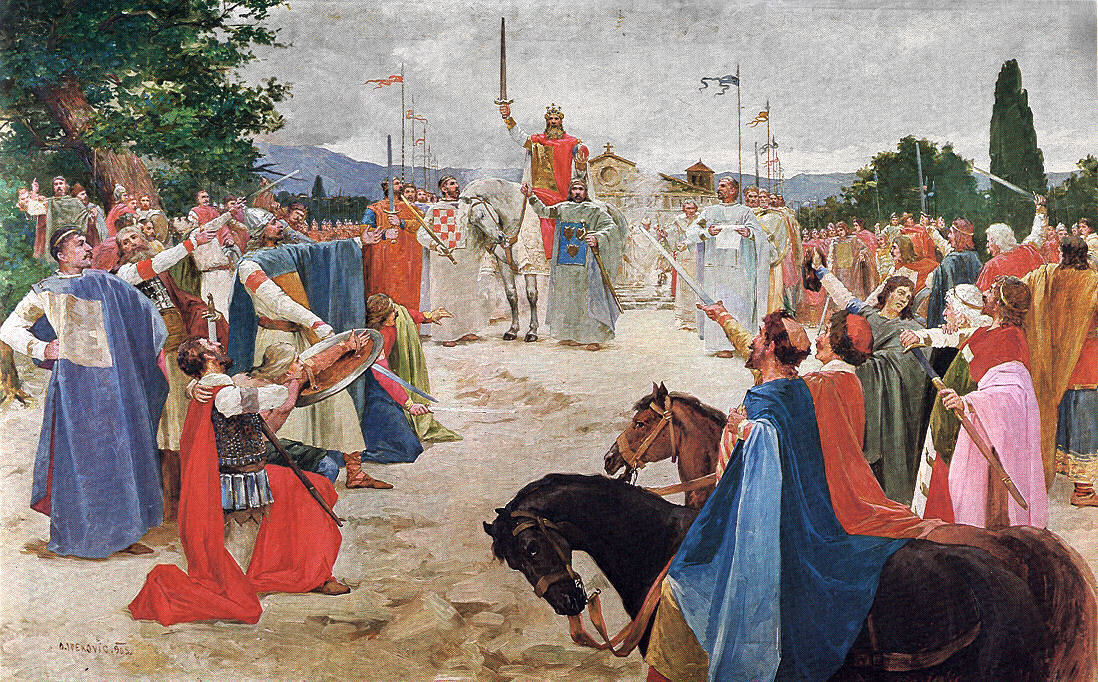
토미슬라브 국왕의 대관식을 묘사한 오톤 이베코비치(Oton Iveković)의 그림
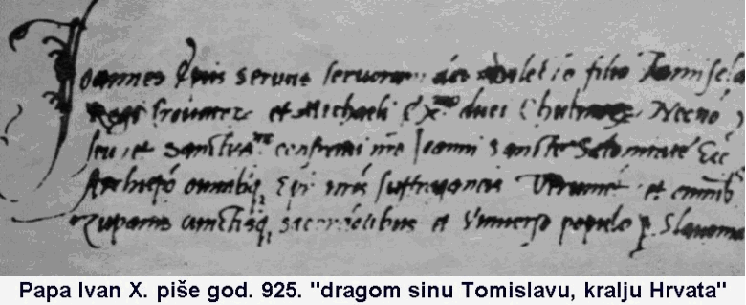
925년 교황 요한 10세가 크로아티아의 토미슬라브 국왕에게 보낸 편지

| 전임 문치미르 | 크로아티아의 공작 910년경 ~ 925년경 | 후임 (공작 칭호 폐지) |

| 전임 (국왕 칭호 신설) | 크로아티아의 국왕 925년경 ~ 928년경 | 후임 트르피미르 2세 |

## 같이 보기
- 크로아티아의 역사